# Riddells Creek
Riddells Creek (2 625 habitants) est un village à 50 km au nord ouest de Melbourne, dans l'État de Victoria, en Australie sur la rivière du même nom.

## Histoire
Riddells Creek a été fondée par John Carre Riddell et Thomas Ferrier Hamilton en 1841, quand ils ont acheté 260 hectares de terres et en ont emprunté 810 autres. La route entre New Gisborne et Riddells Creek a été nommée Hamilton Road après Thomas Hamilton.
Le bureau de poste de Riddells Creek a ouvert le premier février 1859